# Cereceda de la Sierra
Cereceda de la Sierra es un municipio y localidad española de la provincia de Salamanca, en la comunidad autónoma de Castilla y León. Se integra dentro de la comarca de la Sierra de Francia. Pertenece al partido judicial de Béjar y a la Mancomunidad Las Dehesas.
Su término municipal está formado por un solo núcleo de población, ocupa una superficie total de 15,48 km² y según los datos demográficos recogidos en el padrón municipal elaborado por el INE en el año 2017, cuenta con una población de 66 habitantes.

## Toponimia y gentilicio

### Apodo
El apodo de los habitantes de Cereceda de la Sierra es "gatos"; este proviene del dicho "arreguñan las bardas" o bien de la Peña del Gato que está situada cerca de la entrada norte del pueblo. Cada pueblo de la Sierra tiene su apodo y así a los habitantes de Tamames se le llama puchereros, por la actividad típica de fabricación de pucheros, o a los de Navarredonda se les conoce como caleros por la cal, o a los de Sequeros chocolateros o botoneros.

## Símbolos

### Escudo
El escudo heráldico que representa al municipio fue aprobado el 10 de octubre de 1997 con el siguiente blasón:

«Partido. Primero, de gules con un cerezo de plata, frutado de lo mismo, arrancada, y sumado del anagrama coronado de María Santísima, todo de plata. Segundo de plata con una banda de sable, y brochante una cadena de oro de ocho eslabones, puesta en orla. Al timbre, la Corona Real Española»
Boletín Oficial de Castilla y León nº 213 de 5 de noviembre de 1997

### Bandera
La bandera municipal fue aprobada el 12 de marzo de 1998 con la siguiente descripción textual:

«Cuadrada, jironada de seis jirones de plata y otros tantos de gules, y brochante del escudo concejil propio y significativo, timbrado con la Corona Real Española cerrada»
Boletín Oficial de Castilla y León nº 98 de 27 de mayo de 1998

## Geografía

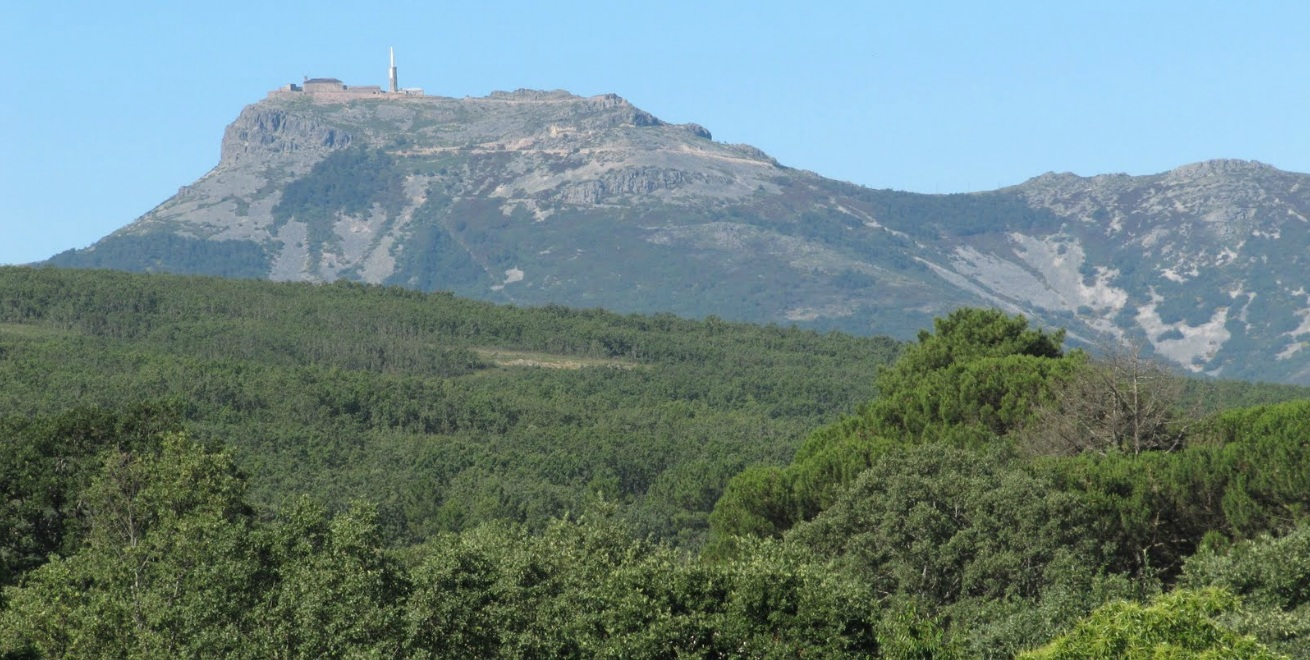
Peña de Francia desde Cereceda.

Su superficie es de 15,48 km². Su altitud es de 981 m sobre el nivel del mar.
Se sitúa a aprox. 68 km de Salamanca capital, a 12 km de La Alberca, a 15 km de Tamames y a 45 km de Ciudad Rodrigo. Cerca, a 14 km, se encuentra la Peña de Francia una montaña que alberga el Santuario con la Virgen de la Peña.
Además de estar enclavado en la Sierra de Francia forma parte de la sierra de las Quilamas.
El término municipal de Cereceda de la Sierra limita al norte con Aldeanueva de la Sierra y La Bastida; al este con Cilleros de la Bastida; al oeste con El Cabaco y al sur con Nava de Francia, San Martín del Castañar y San Miguel del Robledo.
| Noroeste: El Cabaco       | Norte: Aldeanueva de la Sierra | Noreste: La Bastida             |
| Oeste: El Cabaco          |                                | Este: Cilleros de la Bastida    |
| Suroeste: Nava de Francia | Sur: San Martín del Castañar   | Sureste: San Miguel del Robledo |

### Transportes
Por autobús existe la línea Villanueva del Conde - Salamanca, el conocido como coche de línea.
Para llegar al municipio se puede coger la CL-512 desde Salamanca hasta Vecinos y de ahí la SA-210 hasta Tamames para llegar a Cereceda pasando por Aldeanueva de la Sierra. Esta carretera comunica el pueblo con La Fuente de San Esteban, por donde pasa la autovía A-62, que une Salamanca con Portugal. Por la SA-220 se llega a Ciudad Rodrigo, también en la ruta de la A-62, y, en sentido contrario, a Béjar, por donde pasa la autovía de la Plata A-66.

## Historia
La fundación de Cereceda de la Sierra se dio dentro del proceso de repoblación llevado a cabo por el rey Alfonso IX de León a inicios del siglo XIII, cuando este monarca creó el concejo de Miranda del Castañar en cuyo alfoz quedó integrada Cereceda, dentro del Reino de León. Con la creación de las actuales provincias en 1833, Cereceda de la Sierra fue englobada en la provincia de Salamanca, dentro de la Región Leonesa.

## Demografía
Cereceda de la Sierra cuenta con una población de 62 habitantes (INE 2024).
| Gráfica de evolución demográfica de Cereceda de la Sierra entre 1842 y 2021 |
| |
| Población de derecho según los censos de población del INE Población de hecho según los censos de población del INEEn estos censos se denominaba Cereceda: 1842, 1857, 1860, 1877, 1887, 1897, 1900 y 1910 |

Su población ha ido disminuyendo desde los años 50 y 60, al igual que en toda la comarca, debido a la emigración por motivos laborales hacia otras partes de España y el extranjero. De esta forma la mayor parte de habitantes de entre 17 y 40 años se marchó a la zona norte de España, a la industria de Vizcaya y Guipúzcoa; también a Salamanca, Madrid, Asturias, Galicia, Cataluña o a Francia y a Suiza. La mayoría de estos emigrantes continúan regresando a la localidad donde poseen una segunda vivienda.

## Economía
El número de comercios o bares ha disminuido al igual que la población pasando de tres o cuatro negocios a tan solo uno en la actualidad.
De los típicos bares en los que se servía sobre todo vino se pasó al local de reunión con una afluencia notable durante los meses de verano. Actualmente algunos puentes y fines de semana así como las vacaciones de Semana Santa y el mes de agosto sirven para dar vida al típico bar del pueblo.
La reconstrucción y rehabilitación de viviendas locales es también un foco de economía que influye en la construcción y en las industrias locales, ya que son muchos los propietarios de casas que deciden restaurarlas o convertir los locales o corrales antiguos en viviendas de veraneo. De esta manera se mantiene "vivo" el pueblo y a la vez se moderniza en varios aspectos.
Agricultura y ganadería:

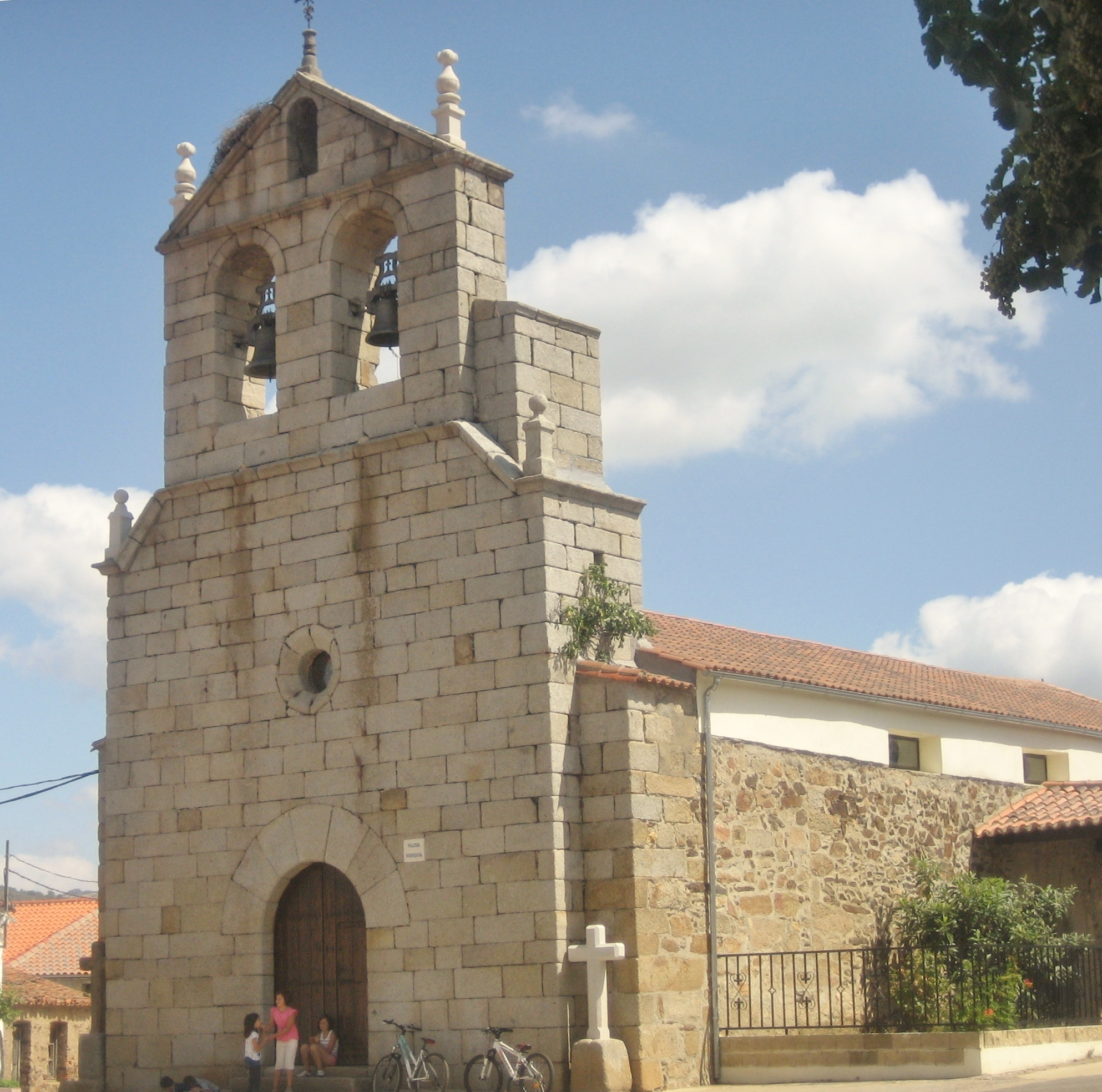
Iglesia Ntra. Sra. del Rosario.

A destacar el cultivo de patata, fresa, hortalizas, y como indica el nombre del pueblo la cereza.
La cría de ganado es principalmente bovino, caprino y porcino.
Estas actividades tradicionales de la comarca también se han visto muy mermadas en los últimos veinte años debido a la anteriormente citada emigración y al envejecimiento de los habitantes.

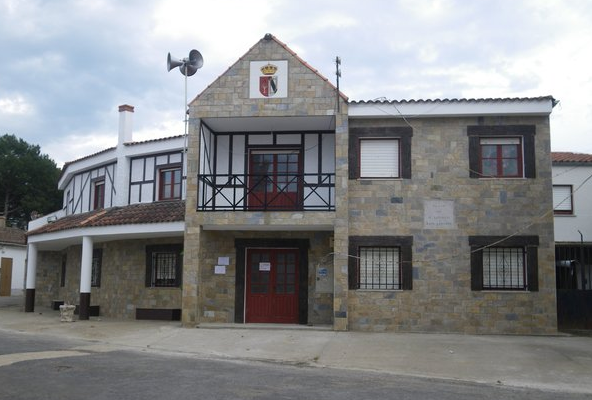
Ayuntamiento de Cereceda.

## Monumentos y lugares de interés

### Iglesia Ntra. Sra. del Rosario
La iglesia parroquial, construida bajo la advocación de Nuestra Señora del Rosario, destaca como legado artístico. En ella se puede apreciar el retablo de la Virgen recientemente restaurado.

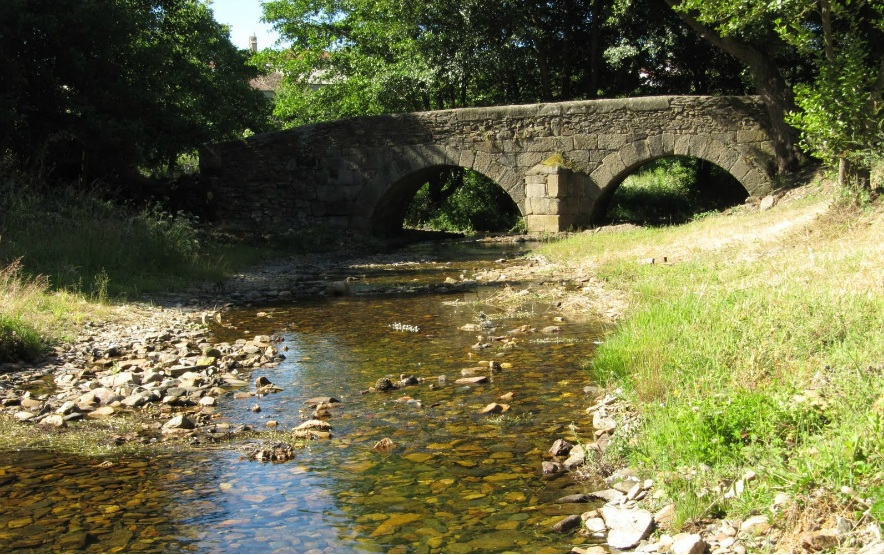
Puente Cantería.

### Puente Cantería
Un ejemplo de la arquitectura local es el puente romano o medieval denominado "Puente Cantería", situado en los alrededores del núcleo urbano.

### Ayuntamiento
El antiguo ayuntamiento, situado en la plaza, hacía las veces de consultorio médico y acogía también uno de los bares, incluyendo el único teléfono público del pueblo.
En el año 1987 y con financiación provincial se construyó el nuevo ayuntamiento que consta de dos pisos con oficinas, consultorio médico (no permanente) y teléfono público. Su fachada principal fue reformada en el año 2010. Además, desde ese mismo año, dispone de una zona Wi-Fi habilitada que permite a los vecinos y visitantes del municipio conectarse a Internet de manera gratuita.

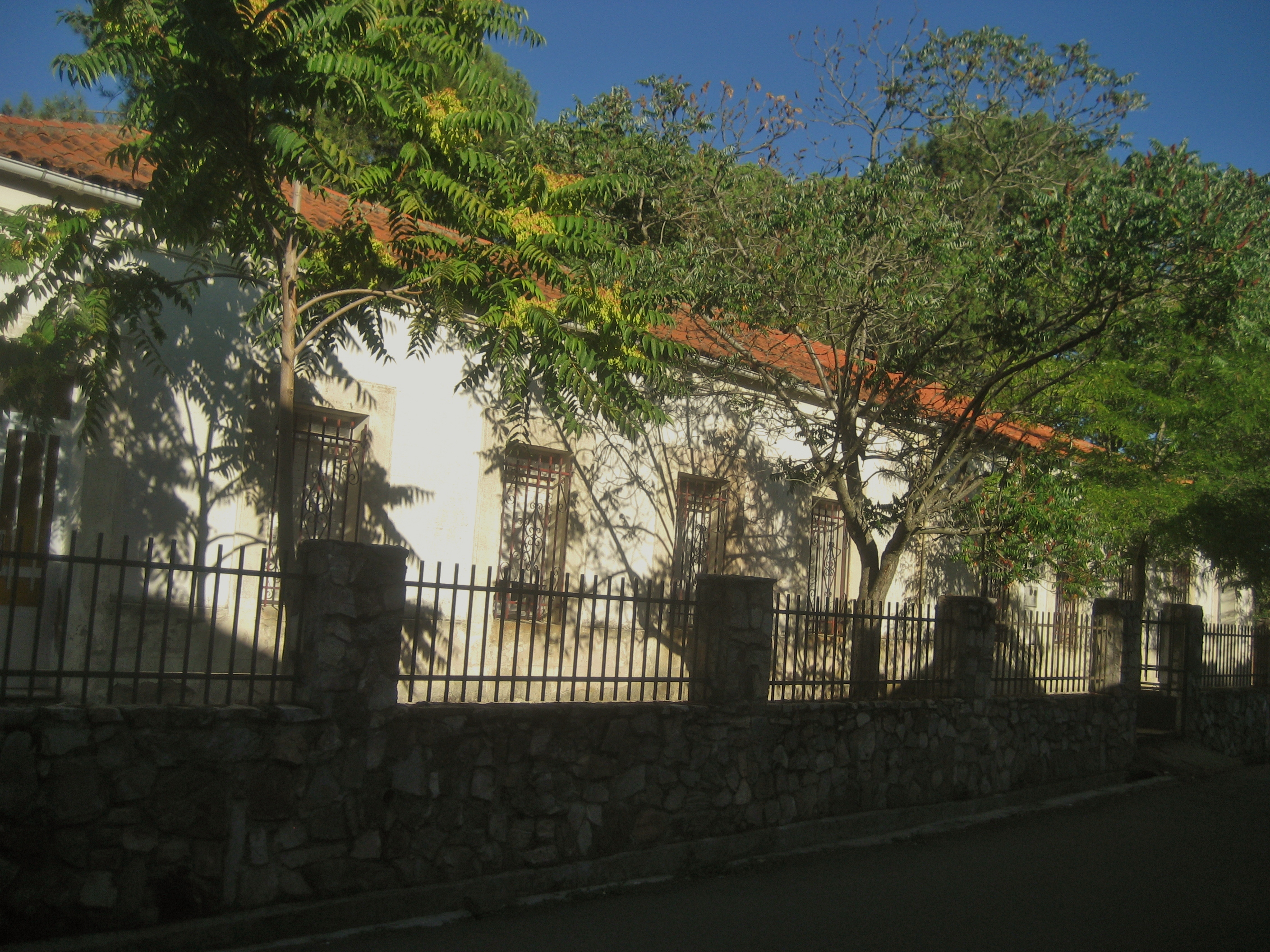
Edificio de Las Escuelas.

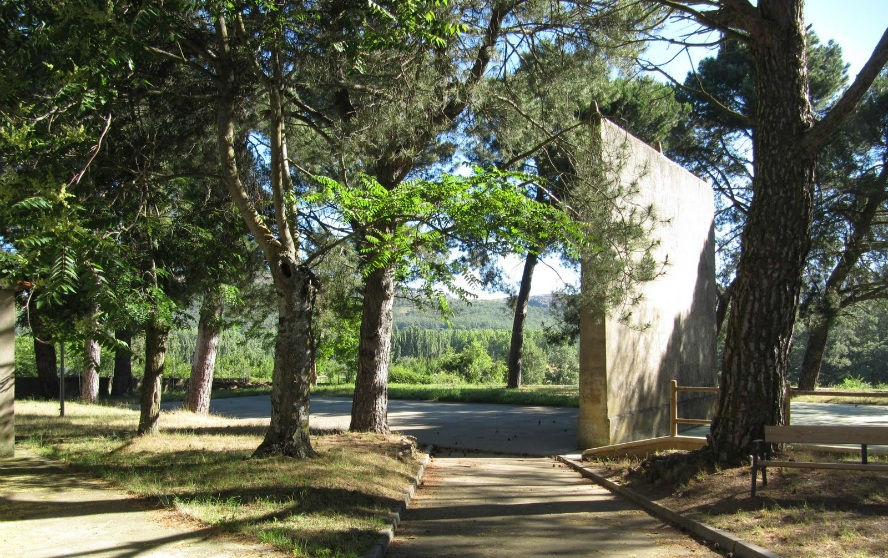
Frontón de Las Escuelas.

### Las Escuelas
El edificio de las antiguas escuelas se conserva aunque se utiliza como club social. En la parte de atrás se encuentra el frontón construido en los años 50 donde, además, se juega al deporte tradicional de la calva.

### La Piñuela
A 1 km en dirección Béjar se encuentra el parque natural "La Piñuela", concretamente en la carretera de Cereceda a San Miguel del Robledo.
Se trata de un amplio terreno en medio de un robledal muy frondoso que cuenta con espacios preparados con merendero, barbacoa, fuentes y bar-chiringuito así como zona gratuita de acampada, parque infantil, piscina y un pequeño refugio. Durante los fines de semana y también en la época estival tiene un gran número de visitantes, ya sea de la capital Salamanca o de los pueblos colindantes.

## Cultura

### Festividades patronales
- 15 de enero - San Pablo

- 25 de abril - San Marcos

En la actualidad, a pesar del reducido número de habitantes que permanecen en el pueblo fuera de la época estival, se siguen celebrando las festividades en honor a los patrones San Pablo y San Marcos. Tras oficiarse la tradicional eucaristía se saca la imagen del santo en procesión alrededor de la iglesia para colocarla frente a la puerta de entrada, donde tiene lugar el ofertorio. Los actos religiosos son amenizados con la música de los tamborileros y los bailes populares de un grupo típico de "charros" y "charras".  

### Fiestas de verano
Uno de los motivos más importantes de reunión de los habitantes y emigrantes son las fiestas que se desarrollan en verano y más concretamente durante el mes de agosto en toda la Sierra de Francia. Suponen un punto importante de desarrollo no solo para este pueblo sino también para las localidades limítrofes.
Estas fiestas se organizaban antiguamente por parte de los habitantes de la población alrededor de las fiestas patronales, pero debido a la emigración se trasladaron a fechas vacacionales de verano, cerca del 15 de agosto. Asimismo se creó la asociación "Amigos de Cereceda" a principios de los años 80, que englobaba tanto a los habitantes de Cereceda como a los que vivían fuera. Se editó un pequeño periódico que servía para dar noticias del pueblo y mantener el contacto entre los cerecedanos, pero tras unos años la asociación desapareció y con ella la organización de las fiestas.
Tan solo un breve paréntesis en el mes de agosto de 1991, cuando se organizaron unas fiestas de manera espontánea, durante un fin de semana, movidas por la ilusión de un grupo de hijos del pueblo que al coincidir en verano quisieron disfrutar de su tierra y rememorar viejos tiempos.
Sería ya en 1995 cuando un nuevo Ayuntamiento y una nueva asociación llamada "Cereceda Emprende" relanzaron las fiestas; con un presupuesto compartido se realizaron actividades tales como bailes regionales, veladas musicales, juegos infantiles, las tradicionales procesiones y misas, torneos de tute y mus, partidos de fútbol, etc.
Tras unos años en los que la afluencia se vio incrementada, los pocos habitantes de este pueblo y el cada vez menor número de visitantes hacen imposible un buen nivel de actividad festera, a diferencia de otros pueblos con una población mayor y con apoyo de empresas y comercios locales, pero hay que destacar el empeño de las gentes de Cereceda para que no decaigan estas fiestas.

## Administración y política
| Partido político                         | 2019  | 2019  | 2019       | 2015  | 2015  | 2015       | 2011  | 2011  | 2011       | 2007  | 2007  | 2007       | 2003  | 2003  | 2003       |
| Partido político                         | %     | Votos | Concejales | %     | Votos | Concejales | %     | Votos | Concejales | %     | Votos | Concejales | %     | Votos | Concejales |
| Partido Socialista Obrero Español (PSOE) | 72,22 | 39    | 2          | 78,57 | 44    | 2          | 52,75 | 48    | 3          | 56,52 | 65    | 1          | 50,67 | 38    | 1          |
| Partido Popular (PP)                     | 25,93 | 14    | 1          | 17,86 | 10    | 1          | 28,57 | 26    | 2          | 43,48 | 50    | 0          | 45,33 | 34    | 0          |

El alcalde de Cereceda de la Sierra no recibe ningún tipo de prestación económica por su trabajo al frente del Ayuntamiento (2017).